# Cesare Zanolini
Cesare Zanolini (Bologna, 13 aprile 1823 – Roma, 30 luglio 1902) è stato un militare e politico italiano.

## Biografia
Emigrato all'estero, rimpatria nel 1848 per prendere parte alla prima e alla seconda guerra d'indipendenza, guadagnando una medaglia d'argento. Ha diretto la fabbrica d'armi di Terni, dove ha progettato un nuovo tipo di spoletta. Deputato dal 1870 al 1890 e senatore dal 1892